# Hemielimaea caricercata
Hemielimaea caricercata är en insektsart som beskrevs av Sigfrid Ingrisch 2007. Hemielimaea caricercata ingår i släktet Hemielimaea och familjen vårtbitare. Inga underarter finns listade i Catalogue of Life.